# When the Cook Fell Ill
When the Cook Fell Ill  è un cortometraggio muto del 1914 diretto da Colin Campbell.

## Produzione
Il film fu prodotto dalla Selig Polyscope Company.

## Distribuzione
Distribuito dalla General Film Company, il film - un cortometraggio in una bobina - uscì nelle sale cinematografiche statunitensi il 31 luglio 1914.